# جبل سانت-فيكتوار مع شجرة صنوبر كبيرة
جبل سانت-فيكتوار مع شجرة صنوبر كبيرة هي لوحة زيتية للفنان الفرنسي بول سيزان.

## الوصف
موضوع اللوحة هو جبل سانت-فيكتوار الواقع في بروفانس في جنوب فرنسا. قضى سيزان الكثير من الوقت في آكس أون بروفانس وطوّر علاقة خاصة مع المناظر الطبيعية هناك. تمثّل هذه اللوحة جبل سانت فيكتوار كما يبدو من مونتبريانت في آكس أون بروفانس.
كما صوّر سيزان جسر السكة الحديدية ضمن خط آكس-مارسيليا الواقع فوق وادي نهر آرك في منتصف الطرف الأيمن للصورة.